# جبال فيرونجا

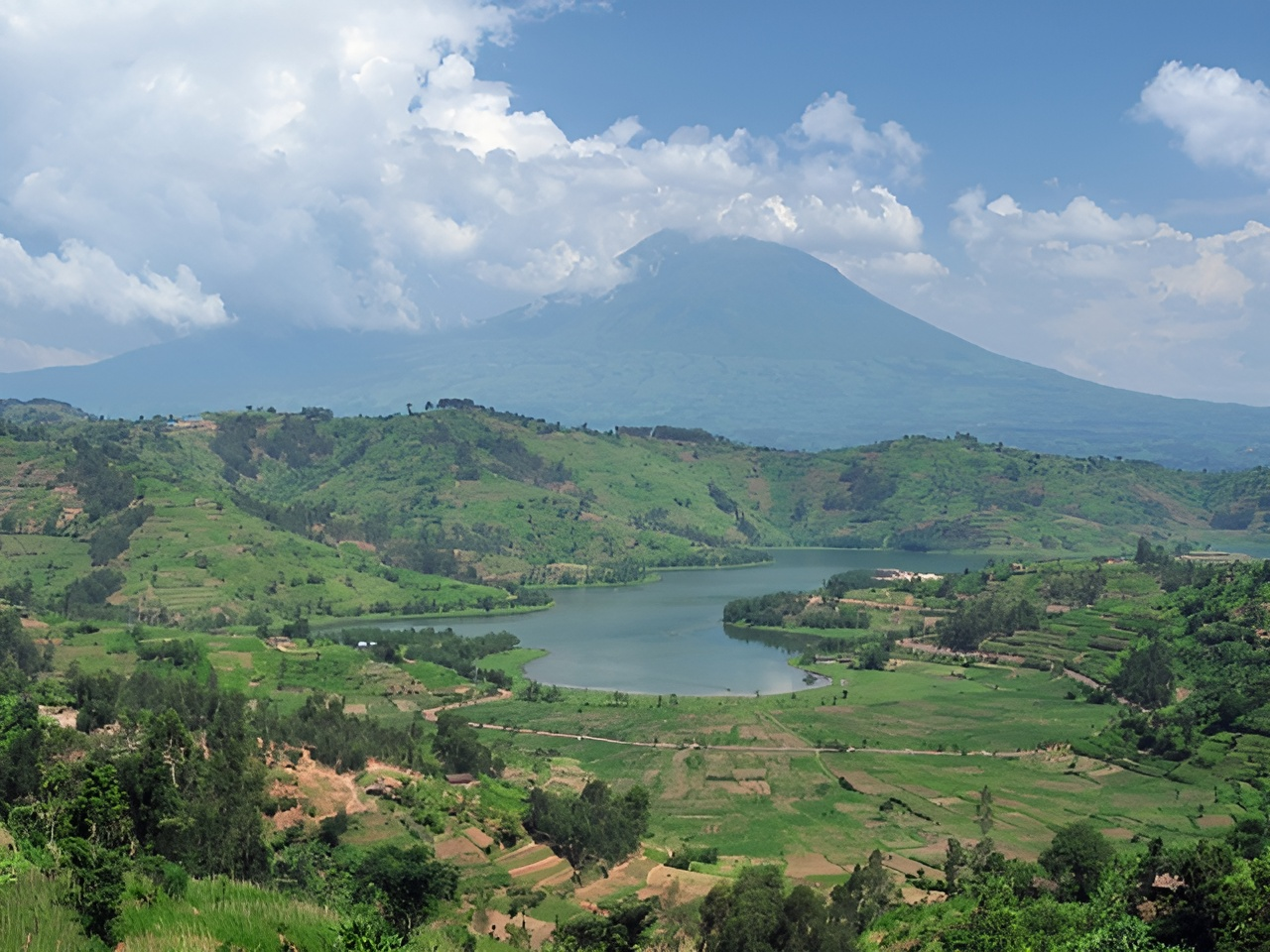
إحدى البحيرات عند سفوح جبال فيرونجا بشمال غرب راوندا.

جبال فيرونجا هي سلسلة جبالٍ بركانية تقع في شرق أفريقيا، تمتدُّ عبر حدود راوندا الشمالية وأوغندا وجمهورية الكونغو الديمقراطية. تعد جبال فيرونجا جزءاً من سلسلةٍ جبلية أكبر تُسمَّى صدع ألبرتين، الذي هو بدوره جزءٌ من خسف شرق إفريقيا، وهي تقع فيما بين بُحَيرَتَي إدوارد وكيفو. اشتقَّ اسم فيرونجا من كلمة «إيبيرونغا» بلغة الكينيارواندا التي تعني «بركان».
تتألف السلسلة من ثمانية براكينٍ كبيرة معظمها براكين خامدة، ما عدا بركان نيراجونجو البالغ ارتفاعه 3,462 متراً وبركان نياموارغيا البالغ ارتفاعه 3,063 متراً، إذ أنَّ كليهما ثارا مرَّة في عام 2006 ومرَّة أخرى في عام 2010. من جهةٍ أخرى، فإن أعلى براكين جبال فيرونجا هو بركان كاريسيبمي البالغ ارتفاعه 4,507 أمتار، بينما أقدمها عمراً هو بركان سابينيو.
تعد جبال فيرونجا البركانية الموطن الأساسي لسلالة الغوريلا الجبلية، وهي نوعٌ مهدّدٌ بالانقراض يُصنَّف على قائمة الاتحاد العالمي للحفاظ على الطبيعة بصفته نوعاً معرضاً للخطر للغاية، كنتيجةٍ لصيده غير القانوني وتدمير بيئته الطبيعية.

## معرض

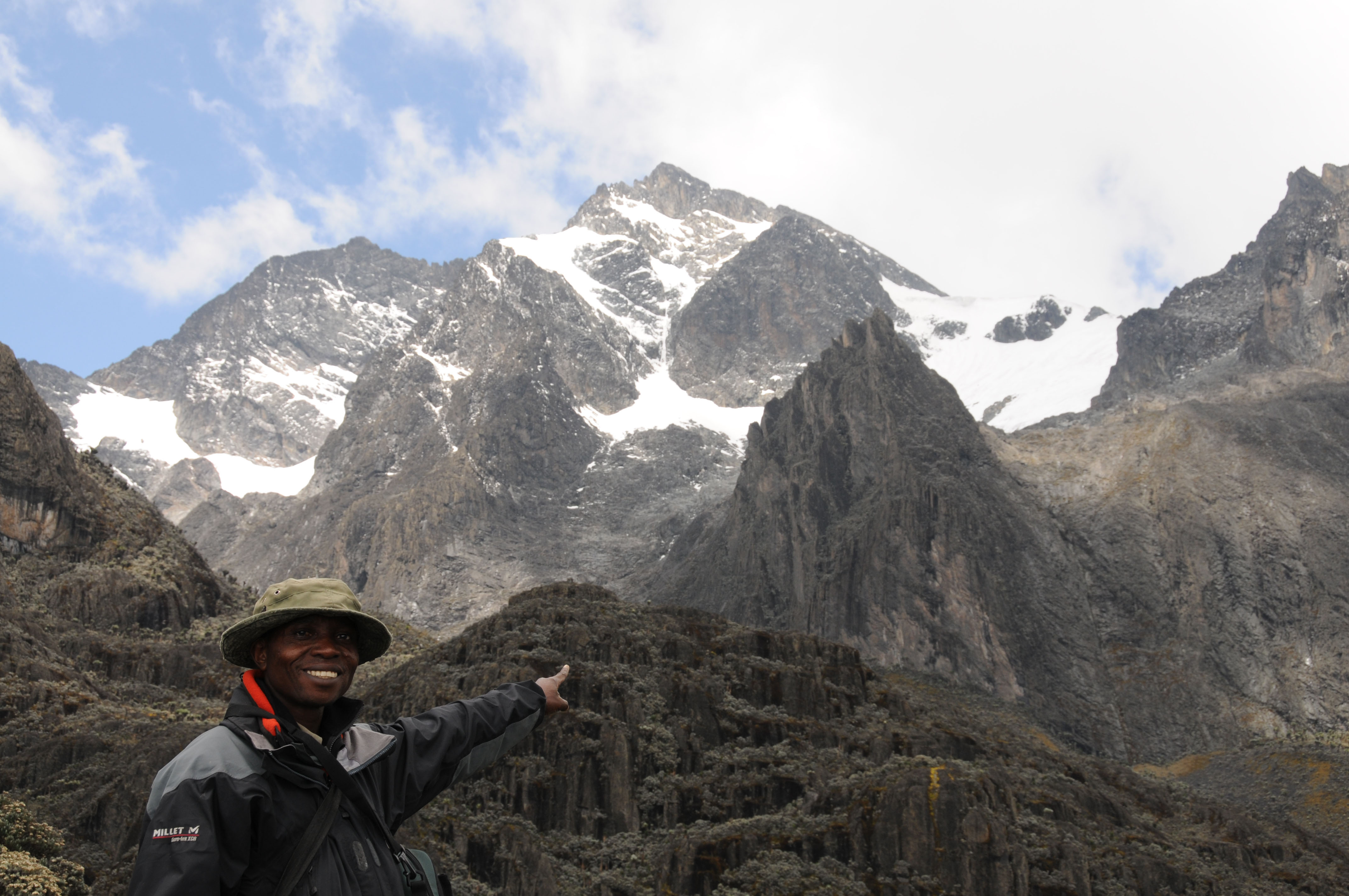
الحديقة الوطنية_جبال فيرونجا
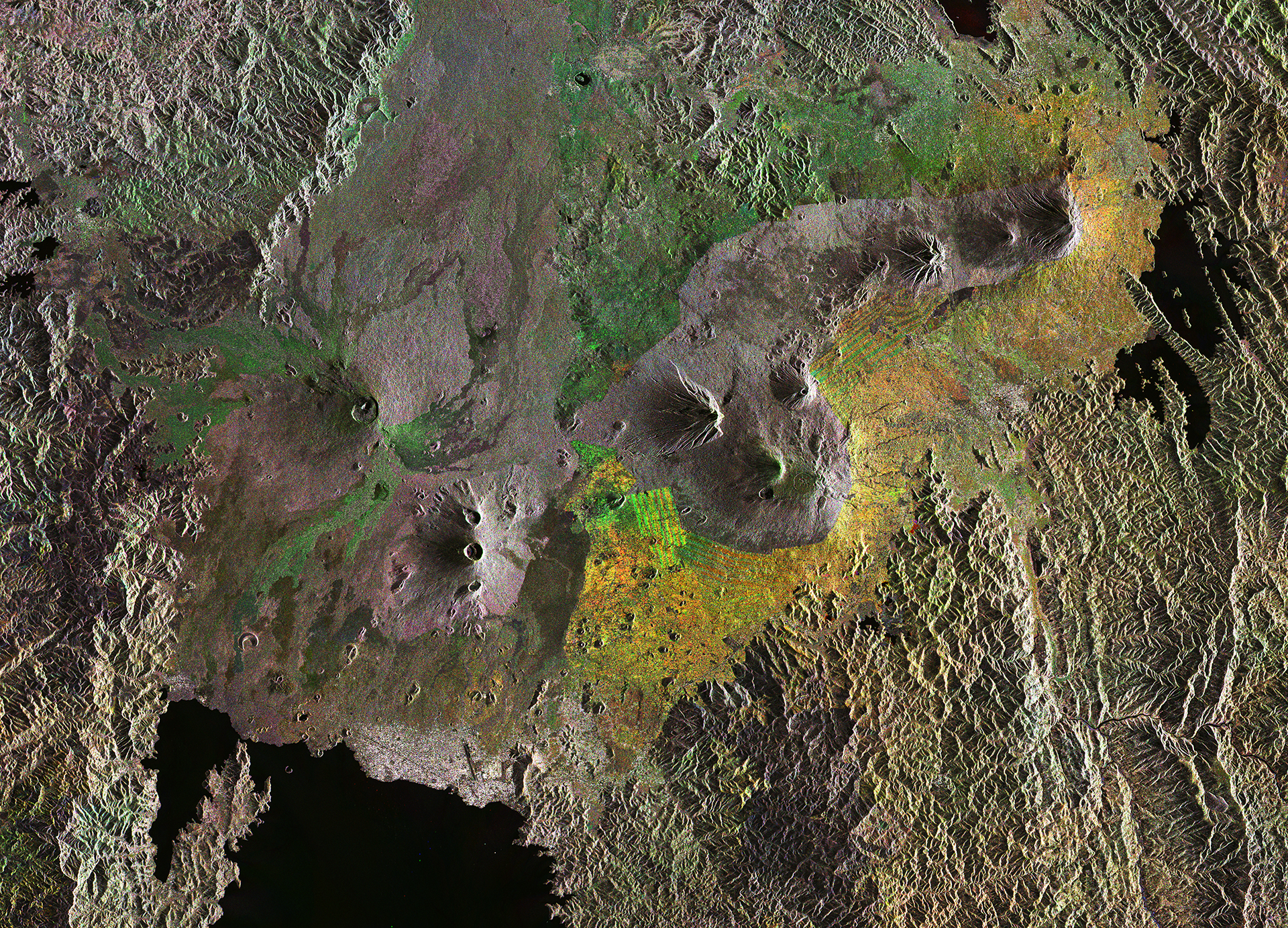
جبال فيرونجا